# Медведев, Родион Ильич
Родион Ильич Медведев (бел. Радзівон Ільіч Мядзведзеў; род. 17 апреля 2006, Пинск, Брестская область) — белорусский футболист, нападающий клуба «Ислочь».

## Карьера
Воспитанник футбольной академии брестского «Динамо», где первым тренером футболиста был Виктор Степанович Дорошенко. В начале 2021 года футболист перебрался в структуру брестского «Руха», где продолжил выступать в юношеской команде. Летом 2022 года футболист попал в Академию АБФФ, из которой выпустился летом 2023 года. В августе 2023 года футболист перешёл в «Ислочь». Дебютировал за клуб 12 августа 2023 года в матче против брестского «Динамо», выйдя на замену на последних минутах основного времени. На протяжении сезона футболист оставался игроком дублирующего состава, дважды сыграв за основной состав клуба. По итогу сезона вместе с клубом завершил чемпионат на итоговом червёртом месте.

## Международная карьера
В сентября 2021 года футболист получил вызов в юношескую сборную Беларуси до 16 лет. В феврале 2022 года вместе со сборной стал серебряным призёром Кубка Развития, где в финале уступили Израилю в серии пенальти. В октябре 2022 года вместе с юношеской сборной Беларуси до 17 лет отправился на квалификационные матчи юношеского чемпионата Европы. Дебютировал за сборную 20 октября 2022 года против Норвегии, выйдя на замену в начале второго тайма.

## Достижения
Беларусь (до 16)
- Серебряный призёр Кубка Развития: 2022